# OS X v10.9
Mac OS X 10.9 cu numele de cod 'Mavericks' este următoarea versiune majoră a zecea viitoare de OS X. OS X Mavericks a fost anunțat pe 10 iunie 2013 la WWDC 2013. Acest sistem de operare marchează începutul unei schimbări în schema de numire a OS X, la început s-a utilizat de pisici de mari, iar acum se deplasează la denumirile locațiilor din California. 
După noua schemă de denumire, versiunea actuală a sistemului de operare este numit după Mavericks, care este o locație surfing în California de Nord.

## Caracteristici
Următoarele caracteristici sunt găsite în OS X Mavericks:
- Suport îmbunătățit pentru afișaj multiplu
- Finder: navigarea cu file, atribuirea cuvinte cheie la fișiere, suportă ecran complet
- iCloud Keychain: sincronizarea datelor personale (parole, rețelele Wi-Fi ...) prin intermediul iCloud
- Aplicații noi Maps și iBooks (deja disponibil pe iOS)
- Safari interfață reînnoită: reintegrarea RSS, icloud integrare Keychain
- Calendar: noul inspector, sugestii adresă
- App Nap: gestionarea mai bună a resurselor CPU
- OpenGL 4.1
- OpenCL 1.2
- Server Message Block versiunea 2 (SMB2) este protocolul implicit pentru partajarea fișierelor

## Cerințe
Versiunea beta a OS X Mavericks este compatibil cu toate Mac-urile care sunt capabile să ruleze OS X Mountain Lion. 
Versiunea Developer Preview rulează pe:
- iMac (la mijlocul anului 2007 sau mai târziu)
- MacBook (Aluminum 13 inch, la sfârșitul anului 2008), (13-inch, începutul anului 2009 sau mai târziu)
- MacBook Pro (13-inch, la mijlocul anului 2009 sau mai târziu), (15-inch, jumătatea/sfârșitul anului 2007 sau mai târziu), (17-inch, sfârșitul anului 2007 sau mai târziu)
- MacBook Air (sfârșitul anului 2008 sau mai târziu)
- Mac Mini (începutul anului 2009 sau mai târziu)
- Mac Pro (Început de 2008 sau mai târziu)
- Xserve (începutul anului 2009)

Cerințele de sistem sunt Mac-uri bazate pe procesoare Intel care rulează pe 64 de biți, Mac OS X Snow Leopard 10.6.7 sau mai nou și cu 8 GB de spațiu liber pe disc pentru instalare.

## Istoric Versiuni
| Versiunea | Build        | Data lansării      |
| --------- | ------------ | ------------------ |
| 10.9      | 13A603 (GM2) | 22 octombrie 2013  |
| 10.9.1    | 13B42        | 16 decembrie 2013  |
| 10.9.2    | 13C64        | 25 februarie 2014  |
| 10.9.3    | 13D65        | 15 mai 2014        |
| 10.9.4    | 13E28        | 30 iunie 2014      |
| 10.9.5    | 13F34        | 17 septembrie 2014 |